# Девід Фрост
Девід Передайн Фрост (англ. David Paradine Frost; 7 квітня 1939, Кент — 31 серпня 2013, лайнер «Queen Elizabeth») — британський телевізійний журналіст, який прославився інтерв'ю з 37-м президентом США Річардом Ніксоном, взятим після відставки останнього. У ньому Ніксон публічно вибачився перед американським народом за помилки, допущені у період правління, а також за зловживання владою. В останні роки Девід був ведучим щотижневої програми Frost Over the World на супутниковому телеканалі Al Jazeera English.

## Біографія
Девід Передайн Фрост народився 7 квітня 1939 року у графстві Кент, Англія. Батьком майбутньої журналіста був член методистської церкви.
Навчався у Кембриджському університеті, де був головним редактором студентської газети Varsity та літературного журналу Granta. Після закінчення університету працював у компанії Anglia Television.
З 1962 по 1965 рік був провідним інформаційно-аналітичної програми That Was The Week That Was, у якій підводив підсумки тижня.
1977 року відбулася знаменита серія інтерв'ю між Девідом Фростом та колишнім президентом США Річардом Ніксоном, у якій Ніксон зізнався, що винен в Вотергейтському скандалі.
2008 року у світовий прокат вийшов фільм «Фрост проти Ніксона», у якому детально показується підготовка Фроста до кількох інтерв'ю з Ніксоном. Фільм отримав безліч сприятливих відгуків від професійних кінокритиків і був номінований на премію «Оскар». Самого Фроста зіграв британський актор Майкл Шин.
31 серпня 2013 року 74-річному Фросту стало погано, коли він читав промову на борту круїзного лайнера «Queen Elizabeth». Незабаром Фрост помер, імовірно, від серцевого нападу.

### Приватне життя
Девід Фрост був одружений із вдовою актора Пітера Селлерса Лінн Фредерік (1981–1982). Із 1983 року був одружений з леді Кариною Фіцалан Говард (* 20 лютого 1952), дочкою Майлса Фіцалана Говарда, 17-ого герцога Норфолка, подружжя мало трьох синів.

## Нагороди
- 1970: Офіцер Ордена Британської імперії (OBE)[5]
- 1993: Лицар-бакалавр[5]
- 2005: Почесний член Британської академії кінематографа та телевізійного мистецтва
- 2009: Лауреат почесної премії«Еммі»